# Stephan Rosti
Pour les articles homonymes, voir Rosti.
Stephan Rosti (né le 16 novembre 1891 en Italie; mort le 22 mai 1964  au Caire, Égypte) fut un acteur, scénariste et réalisateur égyptien.

## Biographie
La mère de Stephan Rosti était une danseuse italiano-égyptienne qui travaillait en Égypte quand elle rencontra le père de Stephan Rosti, qui était l'ambassadeur de l'Autriche-Hongrie au Caire. Quand il fut temps pour le diplomate de rentrer au pays, sa femme ne voulut pas le suivre et resta en Égypte avec leur fils. Pour échapper aux tentatives du père de récupérer Stephan, elle s'établit à Alexandrie.
Jeune adulte, Stephan Rosti partit en Autriche pour chercher sans succès à obtenir la reconnaissance de paternité de son père. Il dansa et fit des petits boulots en Autriche, Allemagne et France, puis Stephan Rosti se lia d'amitié avec deux cinéastes égyptiens, Mohammed Karim et Sirag Mounir, qui l'encouragèrent à rentrer en Égypte pour travailler dans le cinéma, notamment à cause de sa maîtrise de l'arabe égyptien. Il y suivit des cours dans une école de cinéma du Caire et accepta d'être en 1927 acteur dans le premier long métrage égyptien, Laila.

## Filmographie partielle
- 1932 : La Chanson du cœur
- 1949 : Madame la diablesse

## Sources de la traduction
- (en) Cet article est partiellement ou en totalité issu de l’article de Wikipédia en anglais intitulé « Stephan Rosti » (voir la liste des auteurs).